# Chondrosteosaurus
Chondrosteosaurus („ještěr s kostí a chrupavkou“) byl rod sauropodního dinosaura z kladu Eusauropoda. Žil v období spodní křídy (geologický stupeň barrem), asi před 125 miliony let, na území dnešního ostrova Isle of Wight u jižního pobřeží Anglie.

## Objev a popis
Zkameněliny tohoto dinosaura byly objeveny v sedimentech souvrství Wessex na území Isle of Wight. Jedná se o pouhé dva krční obratle s označením BMNH 46869 (holotyp) a BMNH 46870. Paleontolog Richard Owen pro ně v roce 1876 stanovil formální jméno Chondrosteosaurus gigas. Nevěřil, že dutiny v obratlech mohly být zaživa vyplněny vzdušnými vaky (jak už dnes víme), a místo toho předpokládal, že je vyplňovala chrupavka. Právě proto zvolil rodové jméno Chondrosteosaurus. Owen také pojmenoval další druh Chondrosteosaurus magnus, ten ale ve skutečnosti spadá do rodu Ornithopsis.